# Jens Renders
Jens Renders (Wilrijk, 12 augustus 1981) is een Belgisch voormalig wielrenner. Renders is professional sinds 2004 en begon zijn carrière bij MrBookmaker.com. Sinds 2006 rijdt hij voor Chocolade Jacques. Zijn opvallendste resultaten tot nu toe waren een derde plaats in de GP Rik Van Steenbergen in 2005 en een zevende plaats in de Scheldeprijs 2006. In zijn eerste drie profseizoenen slaagde Jens er nog niet in om een koers als winnaar af te sluiten. 
In september 2006 gaf Jens te kennen te willen stoppen als profwielrenner. Door een adervernauwing aan de lies kan Renders nauwelijks goed kracht zetten op zijn linkerbeen. Ondanks een reeds uitgevoerde operatie leek het onmogelijk om zijn taak als prof voort te zetten. Een beetje onverwacht tekende hij in januari 2007 alsnog een contract bij Palmans-Colstrop waar hij nog 2 jaar reed.
Jens is de tweelingbroer van Sven, die uitkomt voor Chocolade Jacques. 

## Overwinningen
Geen

## Belangrijkste ereplaatsen
2004
- 7e in GP van Isbergues
- 8e in eindklassement Parijs-Corrèze
- 6e in Omloop Vlaamse Scheldeboorden

2005'
- 5e in GP van Isbergues
- 3e in GP Rik Van Steenbergen

2006
- 4e in GP van Isbergues
- 2e in Schaal Sels
- 7e in Scheldeprijs
- 9e in Dwars door Vlaanderen
- 4e in Nationale Sluitingsprijs

## Resultaten in voornaamste wedstrijden
| Jaar | Amstel Gold Race | Luik-Bast.‑Luik | Dwars door Vlaanderen |
| ---- | ---------------- | --------------- | --------------------- |
| 2004 |                  | 127e            |                       |
| 2006 |                  |                 | 9e                    |
| 2007 | 125e             |                 | 90e                   |

Castresana · Coenen · Commeyne · Day · De Clercq · De Smet · Gabriel · Hammond · Hunt · Koehler · Lembo · Leukemans · Omloop · Planckaert · Renders · Roodhooft · Thijs · Trouvé · Van de Wouwer · Vandenbroucke · Vanderaerden · Vanhaecke · Vannoppen · Wuyts · Duyck (stagiair) · Habeaux (stagiair) · Steenbergen (stagiair)
Boucher · Bouquet · Castresana · Coenen · Commeyne · Day · Gabriel · Gardeyn · Hunt · Laidoun · Omloop · Paumier · Planckaert · Pronk · Renders · Roodhooft · Šimůnek · Thijs · Traksel · Trouvé · Van de Wouwer · van Dijk · Vandenbroucke · Vanderaerden · Vanhaecke · Vannoppen · Wuyts · De Gruyter (stagiair) · De Leener (stagiair) · Suray (stagiair)
Barbé · Belaey · Caethoven · D'Hollander · De Fauw · Dehaes · De Schrooder · Eeckhout · Ghyllebert · Gilmore · Hovelijnck · Huysmans · Keisse · Lisabeth · Pauwels · Renders · Stubbe · Van Der Linden · Van Mechelen · Vanheule · Verbist · Veuchelen · Willems · Wynants · Maes (stagiair)
Albert · Commeyne · De Gruyter · Denolf · Huys · Penne · Renders · Roodhooft · Šimůnek · Streel · Traksel · Van Den Bosch · Van Den Brande · E.van IJzendoorn · R.van IJzendoorn · Van Loocke · Wijnands · Wuyts
Aernouts · Albert · Denolf · Helminen · Huys · Mortelmans · Renders · Šimůnek · Van Den Bosch · Van Den Brande · Vanthourenhout · Verboven · Walsleben